# بلدية موجينا
بلدية موجينا هي بلدية من مقاطعة سيبيتوكي في شمال غرب بوروندي. تقع العاصمة في موجينا.